# Лармессен, Никола де
Никола де Лармессен, которого обычно называют Никола де Лармессен Второй (фр. Nicolas II de Larmessin; 15 октября 1632 — 23 июля 1694) — французский гравёр и издатель эстампов. В основном он известен гравюрами, изображающими королей Франции, от Фарамонда до Людовика XIV, королев и нескольких пап, а также оригинальными композициями «Гротескные костюмы» (Costumes grotesques), представляющими разные профессии. Лармессена Второго часто путают с другими представителями семьи: гравёрами Никола Лармессеном Первым, Никола Третьим и Четвёртым.

## Семья рисовальщиков и гравёров Лармессен
Лармессены были известными парижскими гравёрами и издателями. Иногда упоминаются как «L’Armessin». Родоначальником этой семьи был торговец книгами и гравюрами Никола Лармессен (иногда его называют Никола I Лармессенский). Его дело продолжали сыновья: Никола Второй (1632—1694, в отдельных источниках Никола Первый, что привносит досадную путаницу имён) и его младший брат Никола III (1640—1725). Братья работали по заказам короля Людовика XIV. Сын Никола Лармессена Третьего — Никола де Лармессен Четвёртый (1684—1755), рисовальщик-портретист и гравёр эпохи рококо, круга Антуана Ватто, именовался «гравёром кабинета» короля Людовика XV. Лармессен Четвёртый также гравировал по живописным оригиналам Никола Ланкре.
Лармессен Четвёртый также известен тем, что выполнял композиции батального жанра, на библейские и мифологические сюжеты и портреты. В 1722—1724 годах по заказам российского императора Петра I создал две гравюры с изображением сражений Северной войны по рисункам П.-Д. Мартена Младшего: «Сражение при Лесной» и «Сражение при Переволочне».

## Жизнь и творчество Никола де Лармессена Второго
Никола де Лармессен Второй был учеником гравёра и торговца печатными изданиями Жана Матье, прежде чем жениться на Мари Бертран, дочери печатника гравюр, издателя и торговца печатными изданиями Пьера Бертрана, для которого Никола гравировал иллюстрации альманахов и прочих изданий.
Затем Никола взял на себя управление издательством своего тестя «Золотое яблоко» (La Pomme d’or) на улице Сен-Жак в Париже и сам стал издателем. Несколько выполненных им подготовительных рисунков для гравюр хранятся в Национальной библиотеке Франции.
Его самые известные произведения как художника — серия гравюр под названием «Гротескные костюмы» (ок. 1690—1700), каждая из которых представляет, с иронией и гротеском, какую-либо профессию или род занятий. Эти гравюры схожи с прославленными произведениями итальянского художника-маньериста Джузеппе Арчимбольдо в его серии живописных портретов, получивших название «составленные головы» (фр. têtes composées): голов, составленных из фруктов, овощей, цветов и плодов.

## Галерея

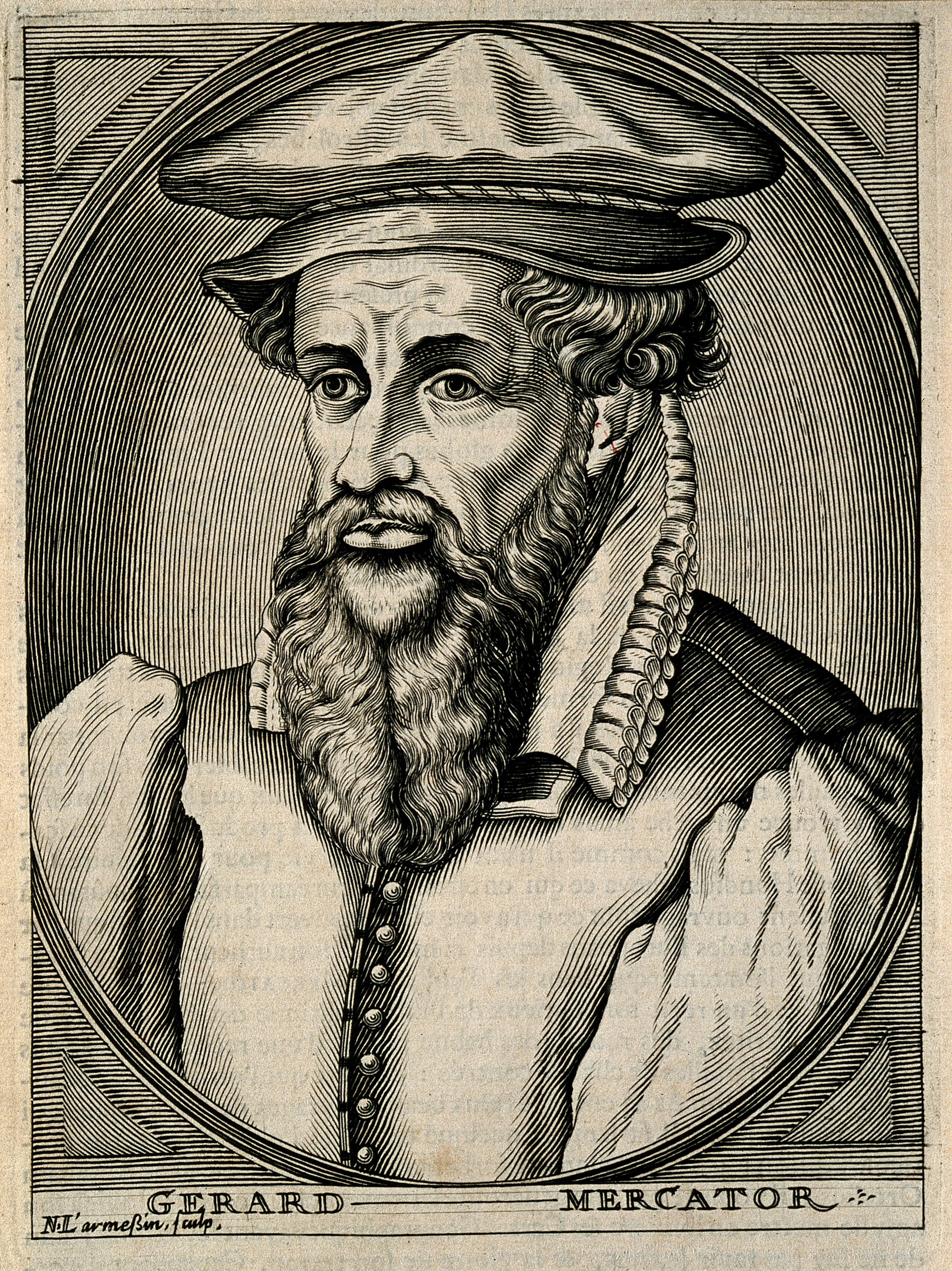
Жерар Меркатор (Кремер). 1682. Офорт
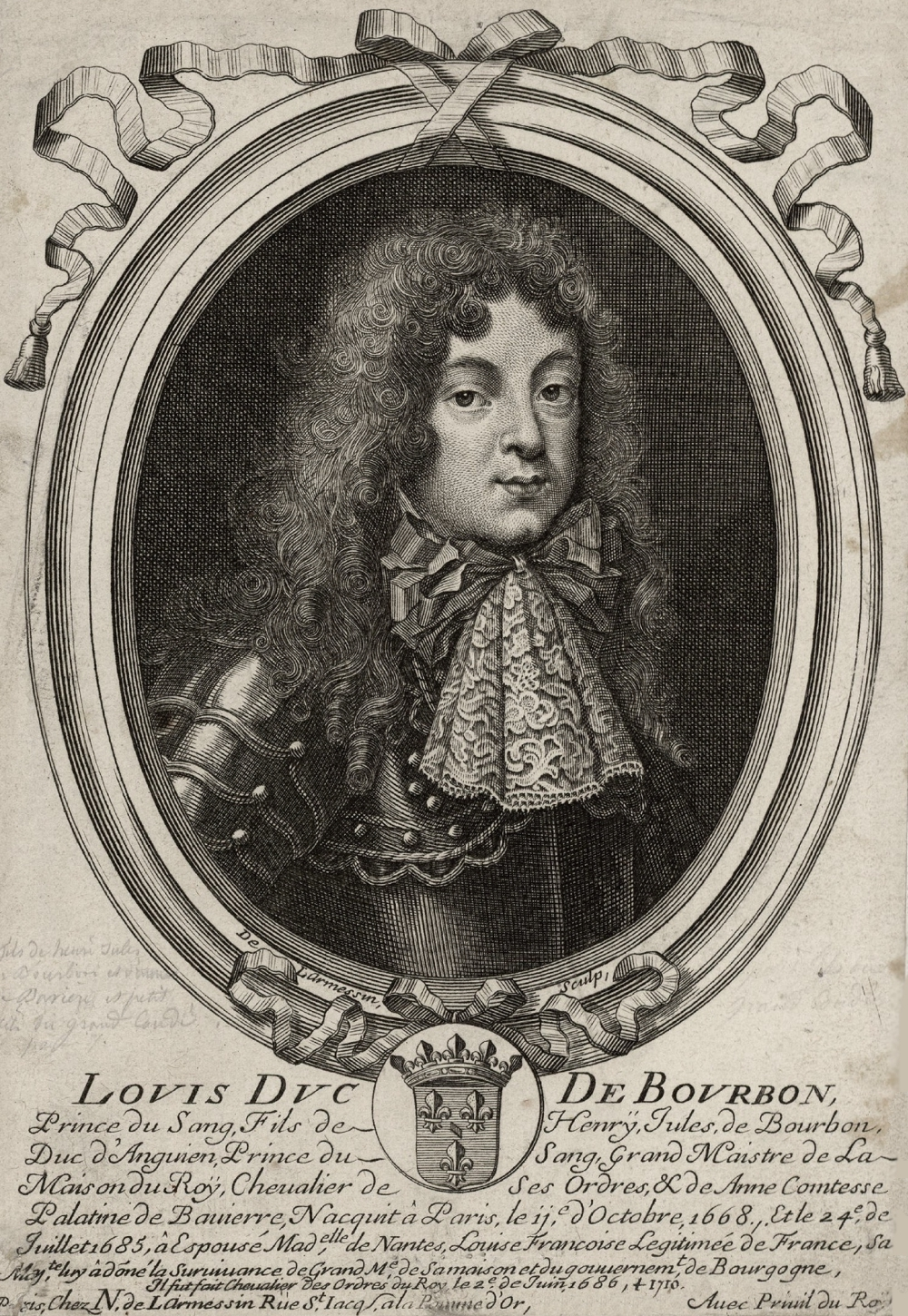
Луи де Бурбон, герцог Бурбонский. Ок. 1680. Офорт
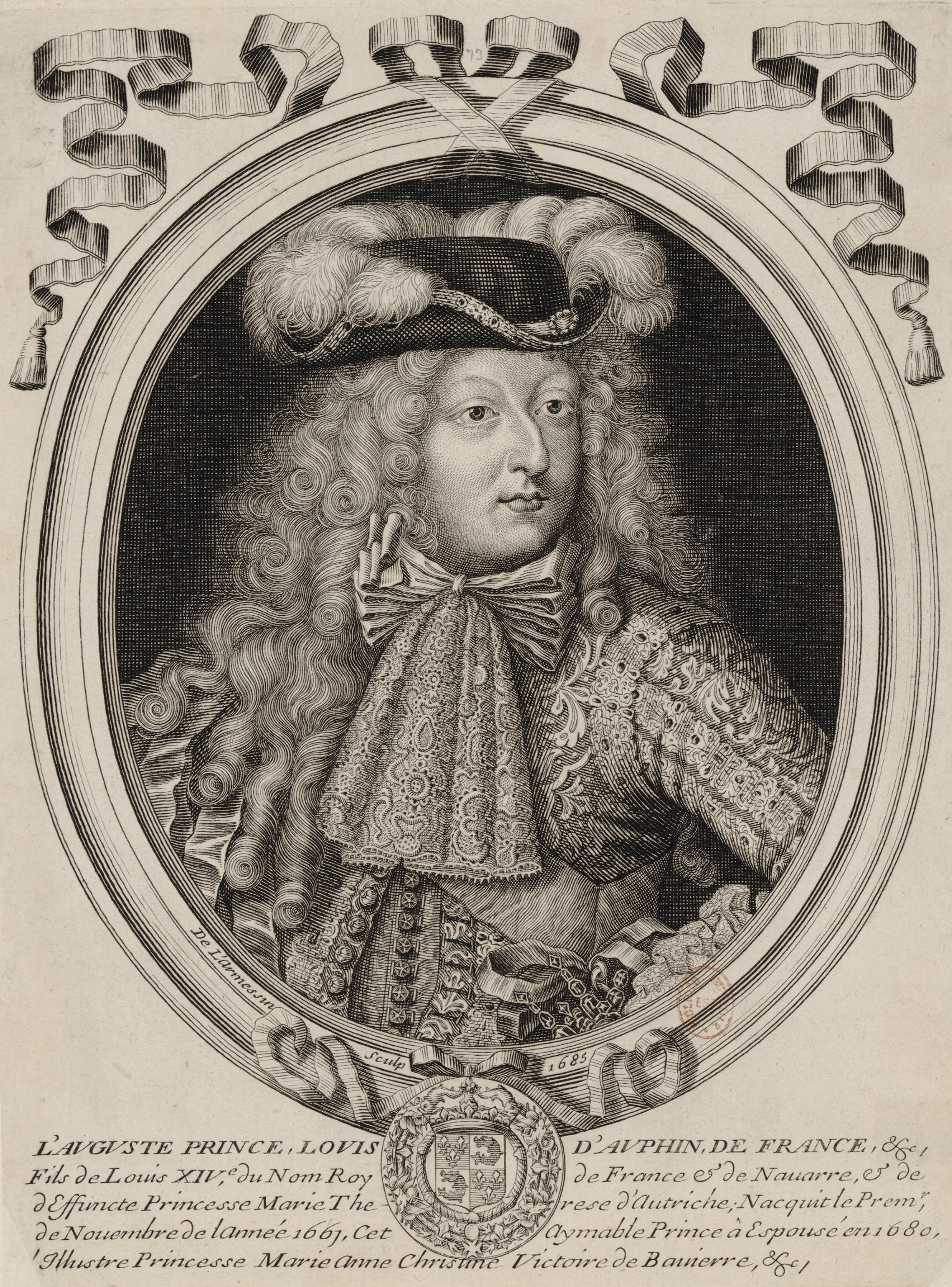
Луи, дофин Франции. 1685. Офорт
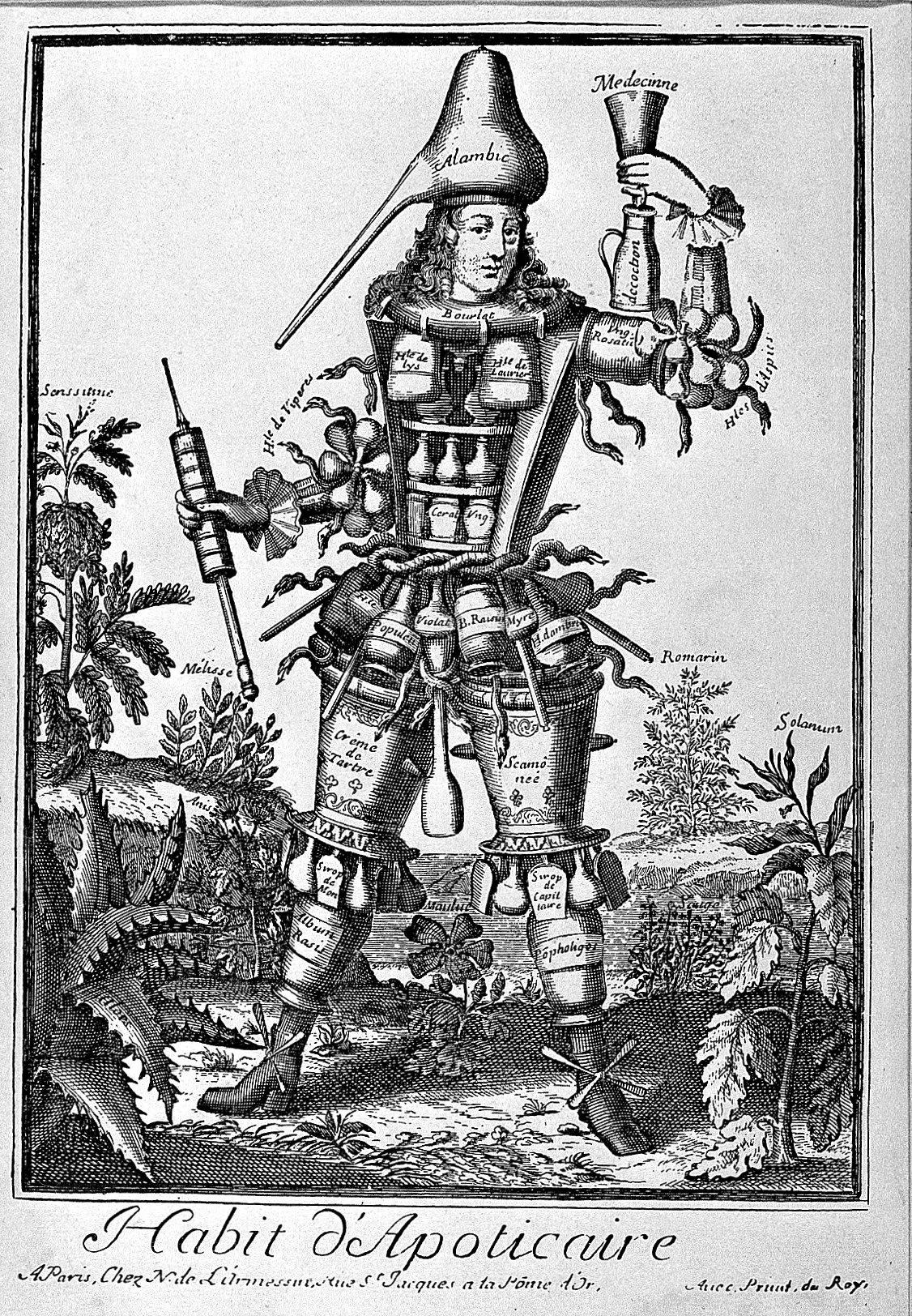
Фигура в стиле Арчимбольдо с атрибутами аптекаря. 1695. Офорт
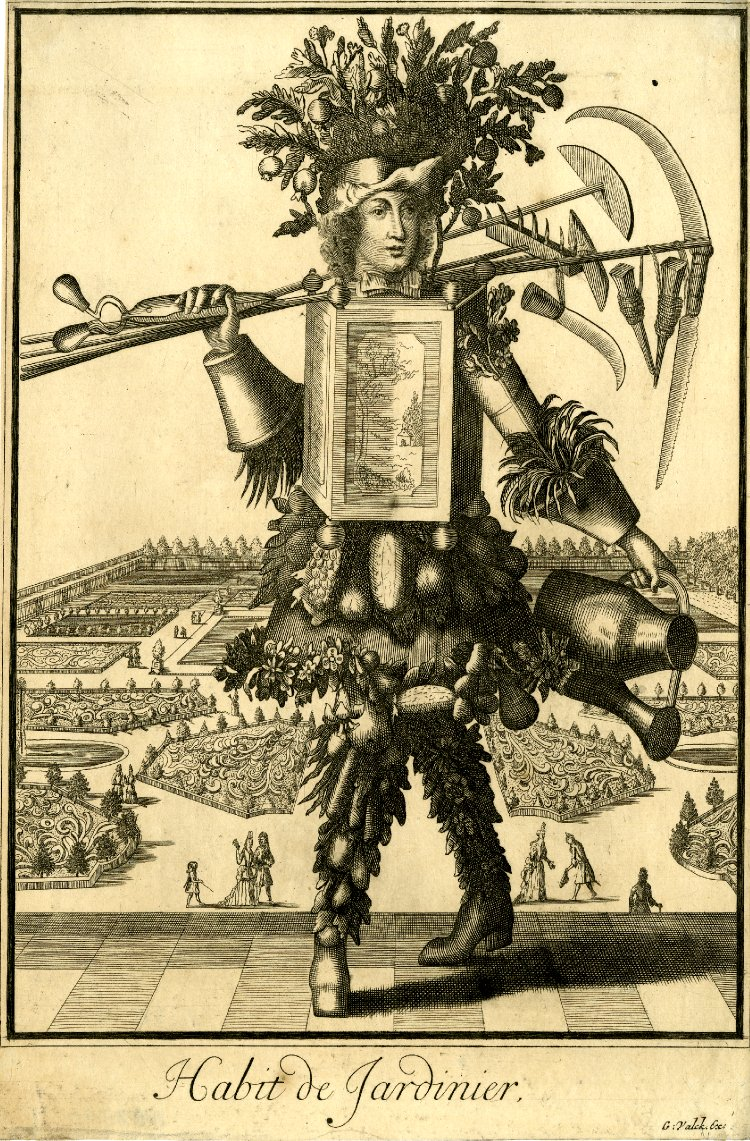
Гротескный костюм садовника
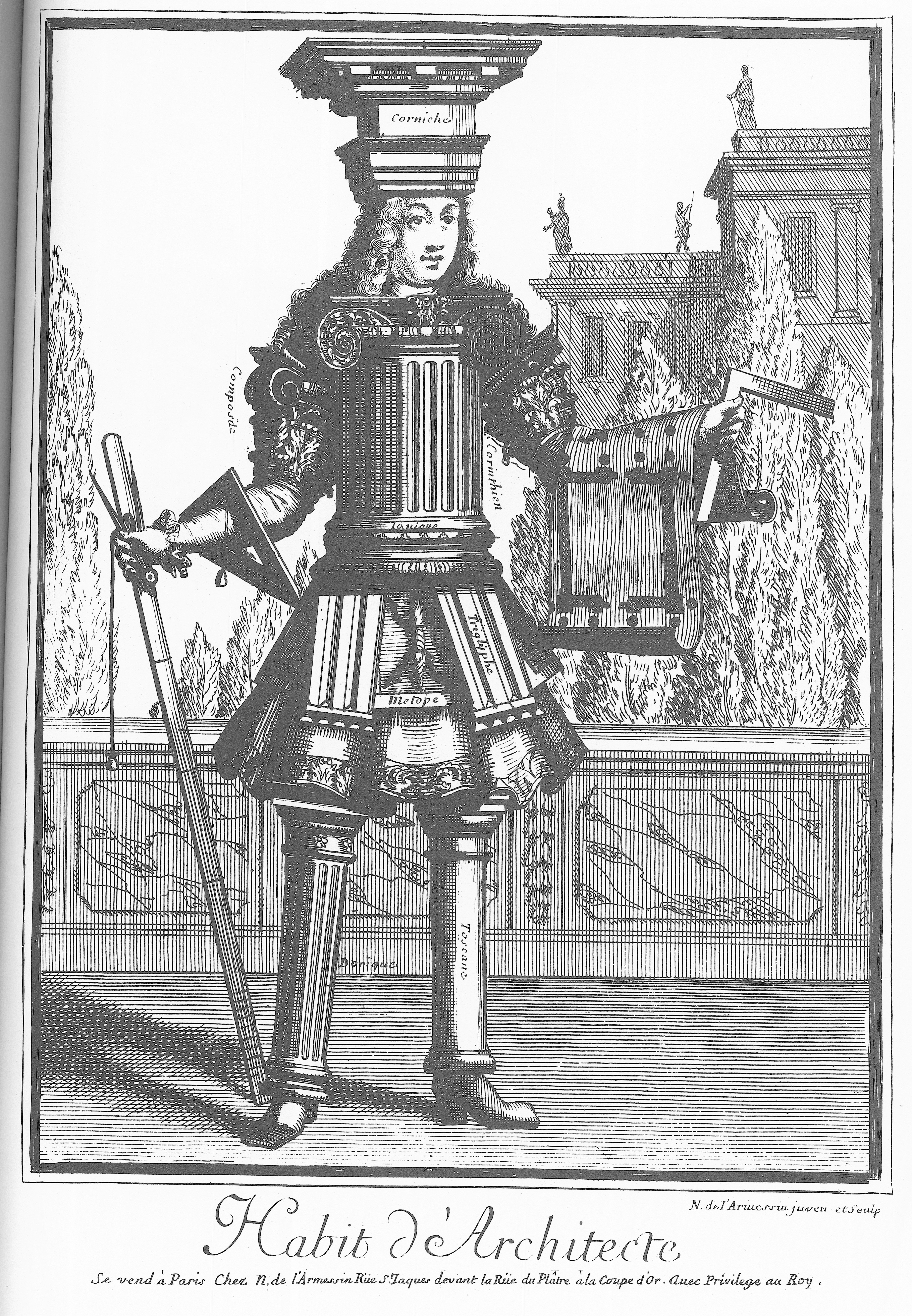
Профессия архитектора
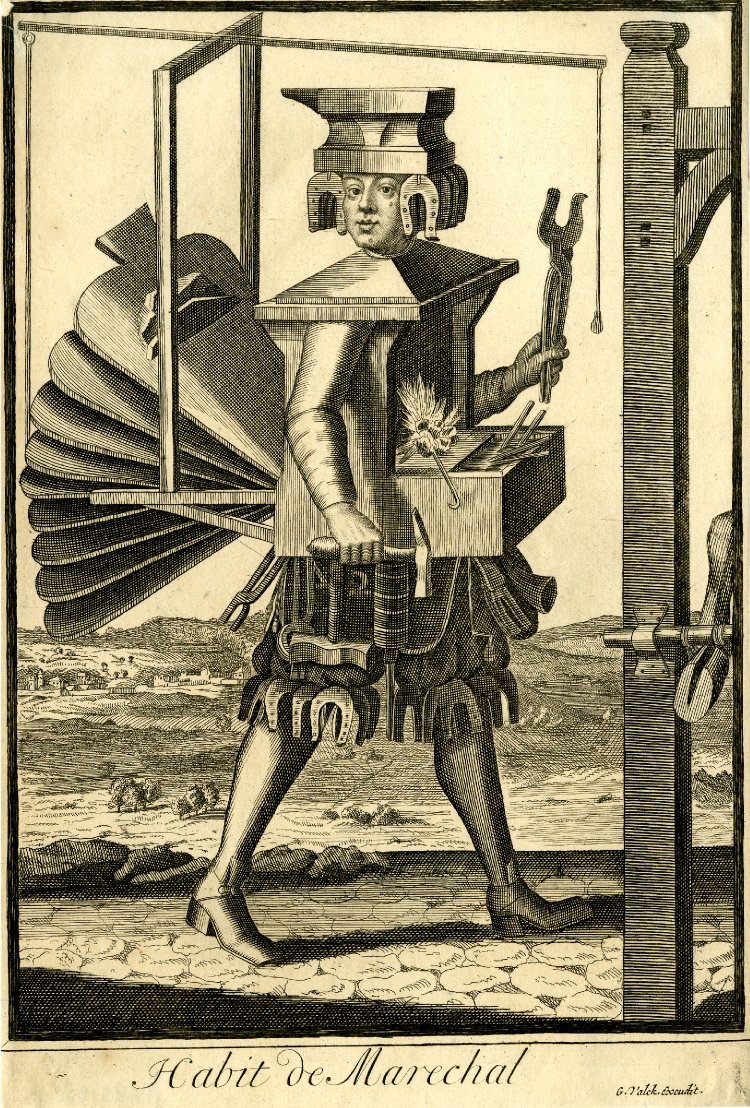
Костюм марешаля (конюха)
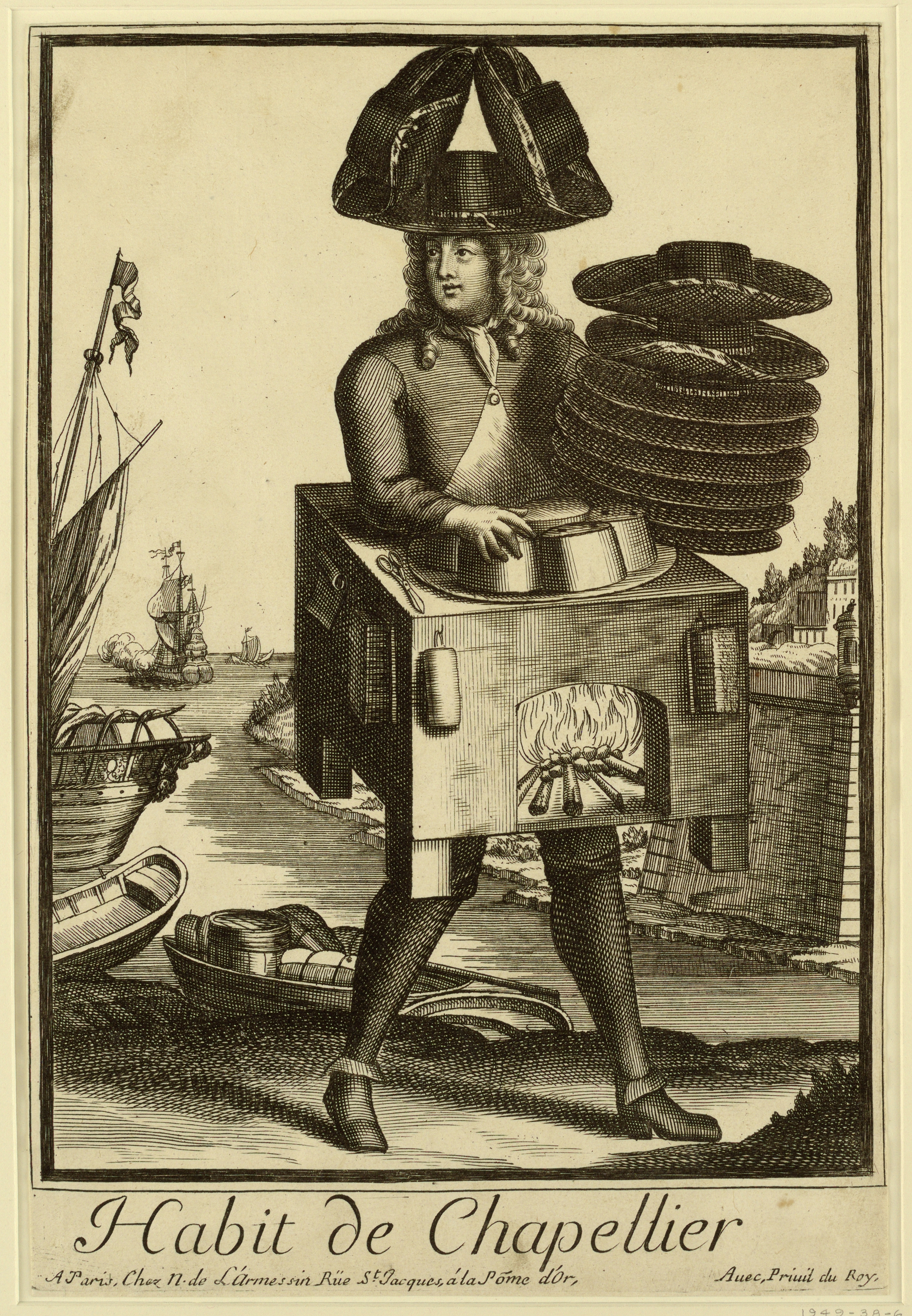
Шляпник